# Kabinet-Schmidt II
Het kabinet–Schmidt II was het West-Duitse kabinet van 14 december 1976 tot 4 november 1980. Het kabinet werd gevormd door de politieke partijen Sozialdemokratische Partei Deutschlands (SPD) en de Freie Demokratische Partei (FDP) na de verkiezingen van 1976 en was een voortzetting van het vorige kabinet Schmidt I. Helmut Schmidt de partijleider van de SPD diende een tweede termijn als bondskanselier en Hans-Dietrich Genscher de partijleider van de FDP was vicekanselier en bondsminister van Buitenlandse Zaken. 

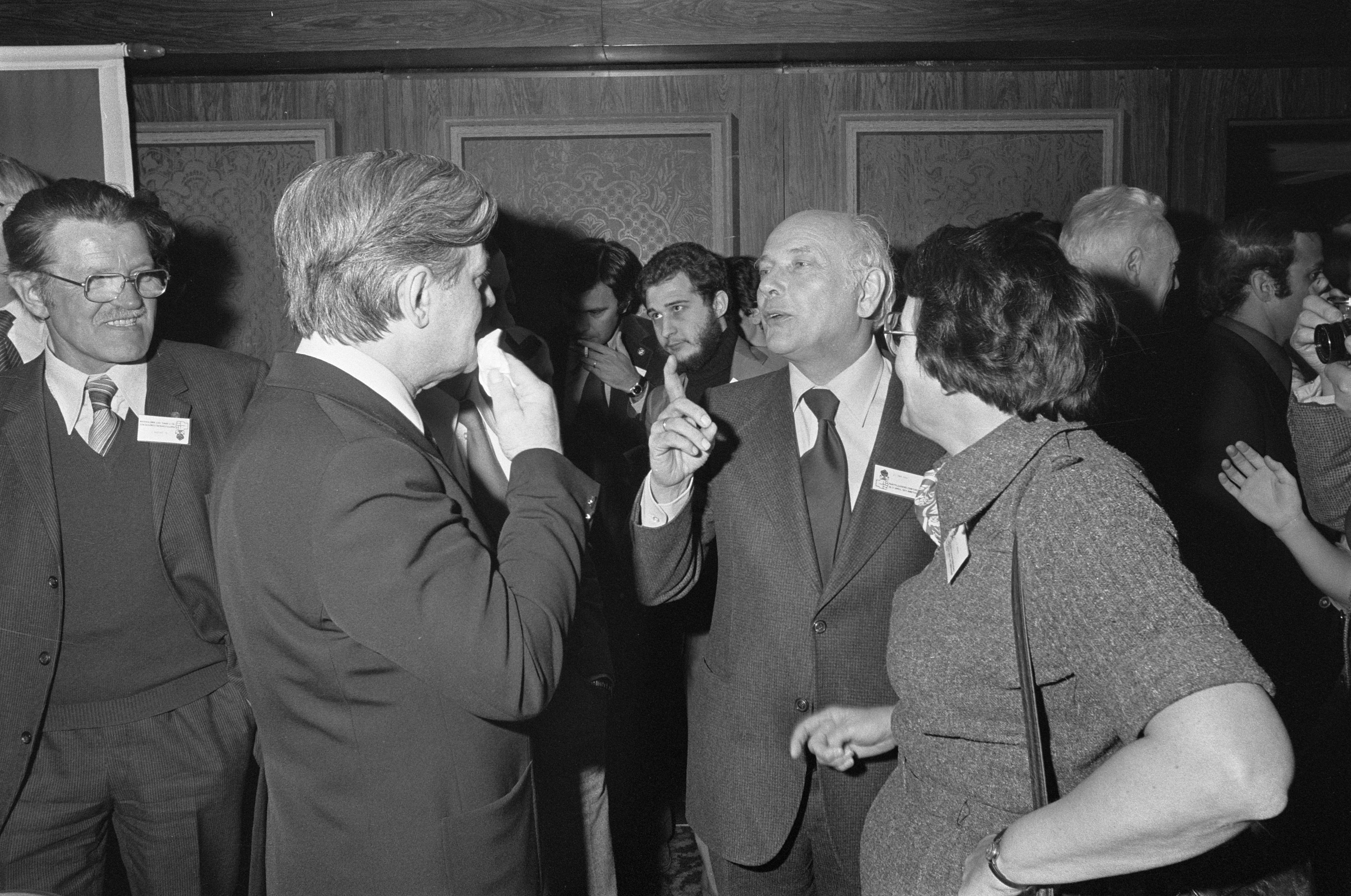
Bondskanselier Helmut Schmidt en PvdA-leider Joop den Uyl tijdens een bijeenkomst van de Partij van Europese Socialisten in Amsterdam op 16 april 1977.

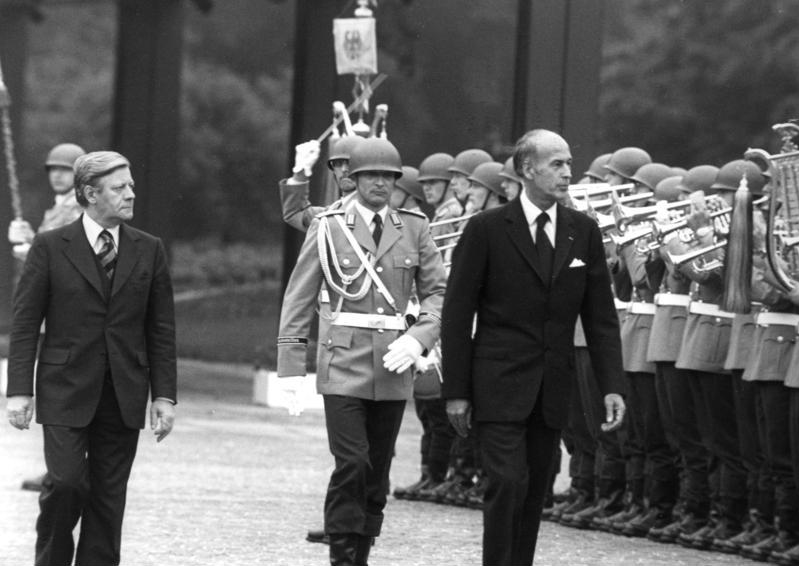
Bondskanselier Helmut Schmidt en president van Frankrijk Valéry Giscard d'Estaing in Bonn op 16 juni 1977.

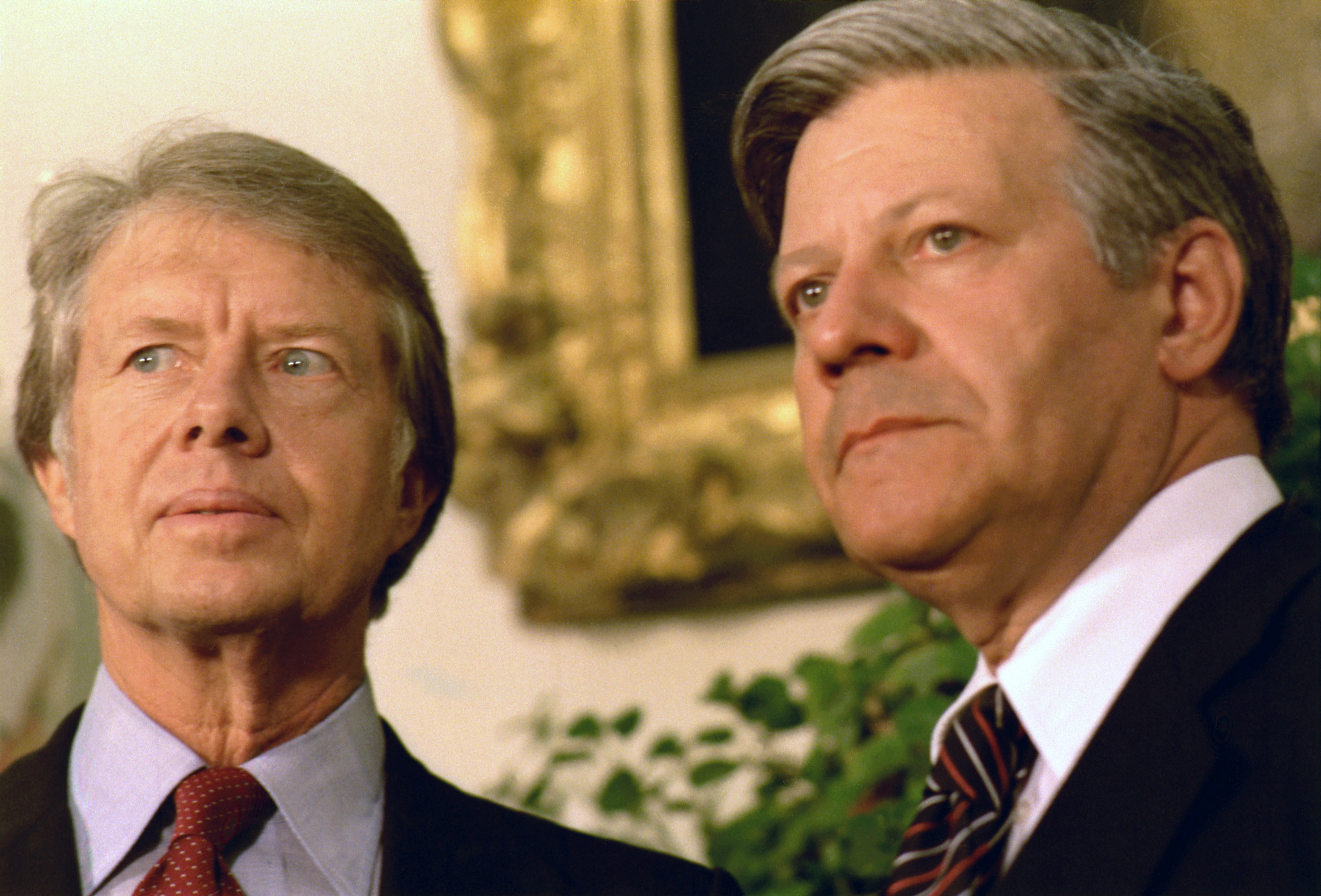
President van de Verenigde Staten Jimmy Carter en bondskanselier Helmut Schmidt op het Witte Huis op 13 juli 1977.

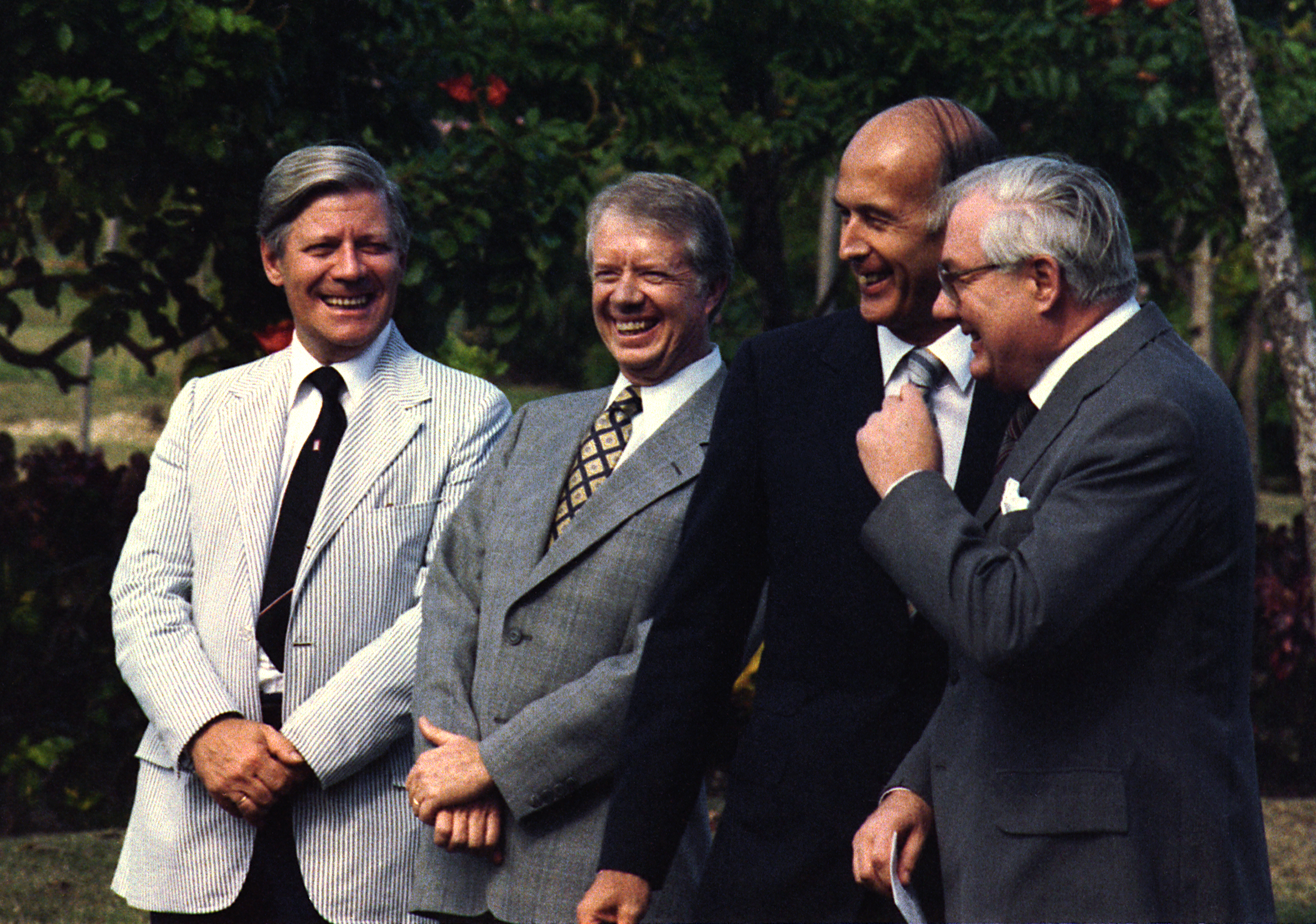
Bondskanselier Helmut Schmidt, president van de Verenigde Staten Jimmy Carter, president van Frankrijk Valéry Giscard d'Estaing en premier van het Verenigd Koninkrijk James Callaghan op Camp David op 5 januari 1979.

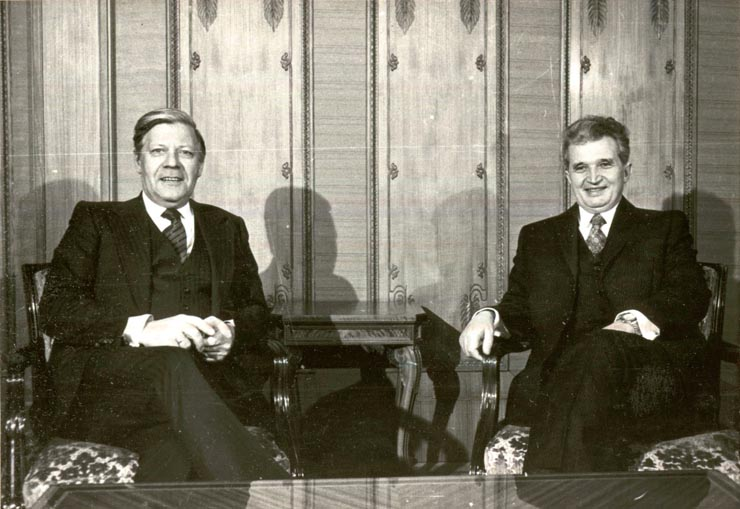
Bondskanselier Helmut Schmidt en president van Roemenië Nicolae Ceaușescu in Boekarest op 6 januari 1978.

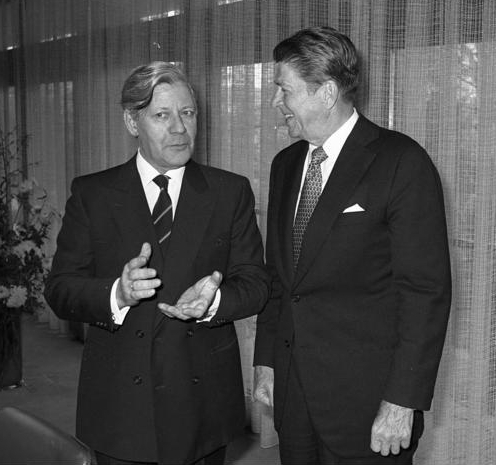
Bondskanselier Helmut Schmidt en ex-gouverneur van Californië Ronald Reagan in Bonn op 30 november 1978.

| Ambtsbekleders                            | Ambtsbekleders         | Ambtsbekleders                     | Functie(s)                                                                | Termijn          | Termijn           | Partij(en) |
| ----------------------------------------- | ---------------------- | ---------------------------------- | ------------------------------------------------------------------------- | ---------------- | ----------------- | ---------- |
|                                           | Helmut Schmidt         | Helmut Schmidt (1918–2015)         | Bondskanselier                                                            | 16 mei 1974      | 1 oktober 1982    | SPD        |
|                                           | Hans-Dietrich Genscher | Hans-Dietrich Genscher (1927–2016) | Vicekanselier                                                             | 16 mei 1974      | 17 september 1982 | FDP        |
| Bondsminister van Buitenlandse Zaken      | Hans-Dietrich Genscher | Hans-Dietrich Genscher (1927–2016) |                                                                           | 16 mei 1974      | 17 september 1982 | FDP        |
|                                           | Werner Maihofer        | Werner Maihofer (1918–2009)        | Bondsminister van Binnenlandse Zaken                                      | 16 mei 1974      | 8 juni 1978       | FDP        |
|                                           | Gerhart Baum           | Gerhart Baum (1932–2025)           | Bondsminister van Binnenlandse Zaken                                      | 8 juni 1978      | 17 september 1982 | FDP        |
|                                           | Hans Apel              | Hans Apel (1932–2011)              | Bondsminister van Financiën                                               | 16 mei 1974      | 16 februari 1978  | SPD        |
|                                           | Hans Matthöfer         | Hans Matthöfer (1925–2009)         | Bondsminister van Financiën                                               | 16 februari 1978 | 28 april 1982     | SPD        |
|                                           | Hans-Jochen Vogel      | Hans-Jochen Vogel (1926–2020)      | Bondsminister van Justitie                                                | 16 mei 1974      | 22 januari 1981   | SPD        |
|                                           | Hans Friderichs        | Hans Friderichs (1931)             | Bondsminister van Economische Zaken                                       | 15 december 1972 | 7 oktober 1977    | FDP        |
|                                           | Otto Lambsdorff        | Graf Otto Lambsdorff (1926–2009)   | Bondsminister van Economische Zaken                                       | 7 oktober 1977   | 17 september 1982 | FDP        |
|                                           | Georg Leber            | Georg Leber (1920–2012)            | Bondsminister van Defensie                                                | 7 juli 1972      | 16 februari 1978  | SPD        |
|                                           | Hans Apel              | Hans Apel (1932–2011)              | Bondsminister van Defensie                                                | 16 februari 1978 | 1 oktober 1982    | SPD        |
|                                           | Antje Huber            | Antje Huber (1924–2015)            | Bondsminister van Volksgezondheid, Jeugd en Familie Zaken                 | 14 december 1976 | 28 april 1982     | SPD        |
|                                           | Herbert Ehrenberg      | Herbert Ehrenberg (1926–2018)      | Bondsminister van Arbeid en Sociale Zaken                                 | 14 december 1976 | 28 april 1982     | SPD        |
|                                           | Helmut Rohde           | Helmut Rohde (1925–2016)           | Bondsminister van Onderwijs en Wetenschap                                 | 16 mei 1974      | 16 februari 1978  | SPD        |
|                                           | Jürgen Schmude         | Jürgen Schmude (1936–2025)         | Bondsminister van Onderwijs en Wetenschap                                 | 16 februari 1978 | 28 januari 1981   | SPD        |
|                                           | Kurt Gscheidle         | Kurt Gscheidle (1924–2003)         | Bondsminister van Verkeer, Posterijen en Communicatie                     | 16 mei 1974      | 4 november 1980   | SPD        |
|                                           | Karl Ravens            | Karl Ravens (1927–2017)            | Bondsminister van Volkshuisvesting, Stedelijke Ontwikkeling en Woningbouw | 16 mei 1974      | 16 februari 1978  | SPD        |
|                                           | Dieter Haack           | Dieter Haack (1934)                | Bondsminister van Volkshuisvesting, Stedelijke Ontwikkeling en Woningbouw | 16 februari 1978 | 1 oktober 1982    | SPD        |
|                                           | Josef Ertl             | Josef Ertl (1925–2000)             | Bondsminister van Landbouw, Voedsel en Bosbeheer                          | 22 oktober 1969  | 17 september 1982 | FDP        |
|                                           | Marie Schlei           | Marie Schlei (1919–1983)           | Bondsminister voor Economische Betrekkingen                               | 14 december 1976 | 6 februari 1978   | SPD        |
|                                           | Rainer Offergeld       | Rainer Offergeld (1937)            | Bondsminister voor Economische Betrekkingen                               | 6 februari 1978  | 1 oktober 1982    | SPD        |
|                                           | Egon Franke            | Egon Franke (1913–1995)            | Bondsminister voor Oost-Duitse Betrekkingen                               | 22 oktober 1969  | 1 oktober 1982    | SPD        |
|                                           | Hans Matthöfer         | Hans Matthöfer (1925–2009)         | Bondsminister voor Onderzoek en Technologie                               | 16 mei 1974      | 16 februari 1978  | SPD        |
|                                           | Volker Hauff           | Volker Hauff (1940)                | Bondsminister voor Onderzoek en Technologie                               | 16 februari 1978 | 4 november 1980   | SPD        |
|                                           | Manfred Schüler        | Manfred Schüler (1932)             | Chef des Bundeskanzleramts                                                | 16 mei 1974      | 1 december 1980   | SPD        |
| Staatssecretaris voor Veiligheidsdiensten | Manfred Schüler        | Manfred Schüler (1932)             |                                                                           | 16 mei 1974      | 1 december 1980   | SPD        |

## Trivia
- Elf ambtsbekleders hadden ervaring as hoogleraar of wetenschapper en hadden een academische titel van doctor: Helmut Schmidt (econoom), Hans-Dietrich Genscher (jurist), Werner Maihofer (jurist), Hans Apel (econoom), Hans-Jochen Vogel (jurist), Hans Friderichs (jurist), Otto Lambsdorff (jurist), Herbert Ehrenberg (econoom), Jürgen Schmude (jurist), Dieter Haack (jurist) en Volker Hauff (econoom).